# Amálie Muchová
Amálie Muchová (rozená Amálie Malá, 4. srpna 1822 Kundelov – 23. srpna 1880 Ivančice) byla česká vychovatelka a matka Alfonse Muchy.

## Biografie
Amálie Muchová se narodila v roce 1822 v osadě Kundelov u Budišova, kde byl na Kundelovském mlýně její otec mlynářem. Amálie disponovala uměleckým nadáním, prahla po vzdělání a toužila poznávat svět, proto odcestovala do Vídně k příbuzným z matčiny strany, kde pracovala jako vychovatelka jejich potomků.
Poté, co děti vyrostly, dostala Amálie dopis od známé z rodné Moravy, která jí jako svobodné doporučila uzavřít sňatek s ovdovělým vinařem Ondřejem Muchou (1825–1891) z Brna, který hledal ženu, která by se mu zároveň postarala o tři děti z prvního manželství. Amálie nabídku přijala, svatební obřad proběhl roku 1859 v kostele Nanebevzetí Panny Marie v Ivančicích. Ondřej a Amálie Muchovi se natrvalo usadili v Ivančicích, kde se jim narodil 24. července 1860 syn Alfons, pozdější secesní malíř. Amálie zemřela 20 let poté v Ivančicích.
Alfons Mucha navštívil Budišov a Kundelov přinejmenším v roce 1936, kdy přenocoval u budišovského rodáka Augustina Kratochvíla.